# جوش تشايلدريس
جوش تشايلدريس (بالإنجليزية: Josh Childress)‏ مواليد 20 يونيو 1983 في لوس أنجلوس، كاليفورنيا، هو لاعب كرة سلة أمريكي بدأ مسيرته الاحترافية في سنة 2004 يلعب مع فريق سيدني كينجز في الدوري الأسترالي لكرة السلة ويحمل الرقم 7. يبلغ طوله 6 قدم 8 بوصة (2.0 م).

## فرق لعب لها
- أتلانتا هوكس
- نادي أولمبياكوس لكرة السلة
- فينيكس صنز
- بروكلين نتس
- نيو أورلينز بيليكانز

## روابط خارجية
- جوش تشايلدريس على موقع الدوري الأوروبي لكرة السلة (الإنجليزية)
- جوش تشايلدريس على موقع إن بي أي (الإنجليزية)
- جوش تشايلدريس على موقع دوري كرة السلة الياباني للمحترفين (اليابانية)
- جوش تشايلدريس على موقع سبورتس رفرنس (الإنجليزية)
- جوش تشايلدريس على موقع كرة السلة الأوروبية.كوم (الإنجليزية)
- جوش تشايلدريس على موقع كلية كرة السلة في سبورتس رفرنس.كوم (الإنجليزية)
- جوش تشايلدريس على موقع ريلجم (الإنجليزية)
- جوش تشايلدريس على موقع بروبوليرز (الإنجليزية)
- جوش تشايلدريس على موقع سبورتس رفرنس (الإنجليزية)
- جوش تشايلدريس على موقع سبورتس رفرنس (الإنجليزية)